# Lý Đường, Garzê

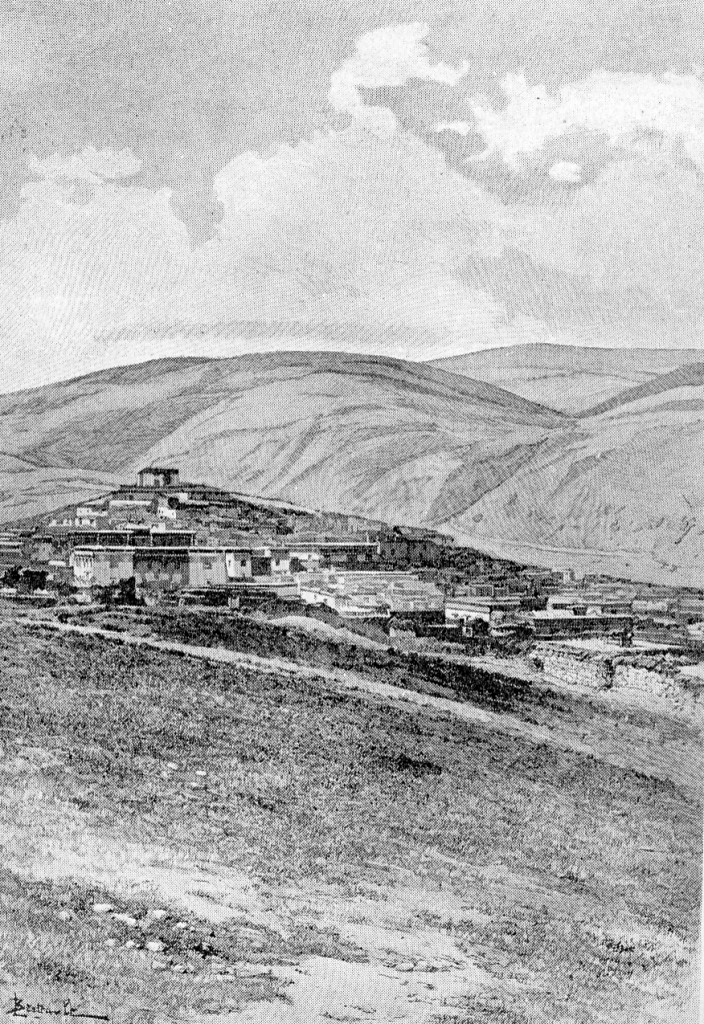
Trấn Lý Đường thập niên 1840.

Lý Đường (chữ Hán phồn thể: 理塘, giản thể: 理塘, Hán Việt: Lý Đường) là một huyện thuộc Châu tự trị dân tộc Tạng Cam Tư, tỉnh Tứ Xuyên, Cộng hòa Nhân dân Trung Hoa. Huyện này có dân số năm 2001 là 47.500 người. Nhiều nhân vật Phật tử sinh ra ở đây như Kelzang Gyatso, Dalai Lama thứ 7, Tsultrim Gyatso, Dalai Lama thứ 10, cũng như Jamyang Xêba thứ năm của Labrang.

## Phân chia hành chính
Huyện Lý Đường chia thành 1 trấn và 23 hương：
- Trấn：Lý Đường hay Cao Thành (高城).
- Hương： Quân Bá, Cáp Y, Giác Ngô, Mạc Bá, Á Hỏa, Nhung Bá, Hạp Kha, Bôn Qua, Thôn Qua, Hòa Ni, Khúc Đăng, Lạt Ma Á, Chương Nạp, Thượng Mộc Lạp, Hạ Mộc Lạp, Trung Mộc Lạp, Trạc Tang, Giáp Oa, Tạng Bá, Cách Mộc, Lạp Ba, Mạch Oa, Đức Vu.

## Giai thoại
Lý Đường có thể nói là một trong những huyện thành cao nhất thế giới,vì độ cao của nó với mặt nước biển là 4200 mét, còn cao hơn cả Lhasa của Tây Tạng, thương nhân tụ tập, vật hoa thiên bảo, địa linh nhân kiệt.
Thành Đô cách Lý Đường 700 km.